# Space Squash
Space Squash (スペーススカッシュ, Space Squash (スペーススカッシュ?)) es un videojuego de deporte lanzado en 1995 para Virtual Boy. El juego ha sido desarrollado por Tomcat System y editado por Coconuts Japan. Solo fue lanzado en Japón.

## Sistema de juego
Space Squash es una especie de Pong en tres dimensiones. El jugador controla un robot capaz de desplazarse hacia arriba, abajo, izquierda y derecha con el fin de interceptar una pelota que se dirige hacia él. El gameplay es bastante similar al juego Súper Glove Ball de la NES o al Cosmic Smash de la Dreamcast. La dificultad para el jugador es de saber a qué distancia la pelota se encuentra de él.